# Ringberghaus

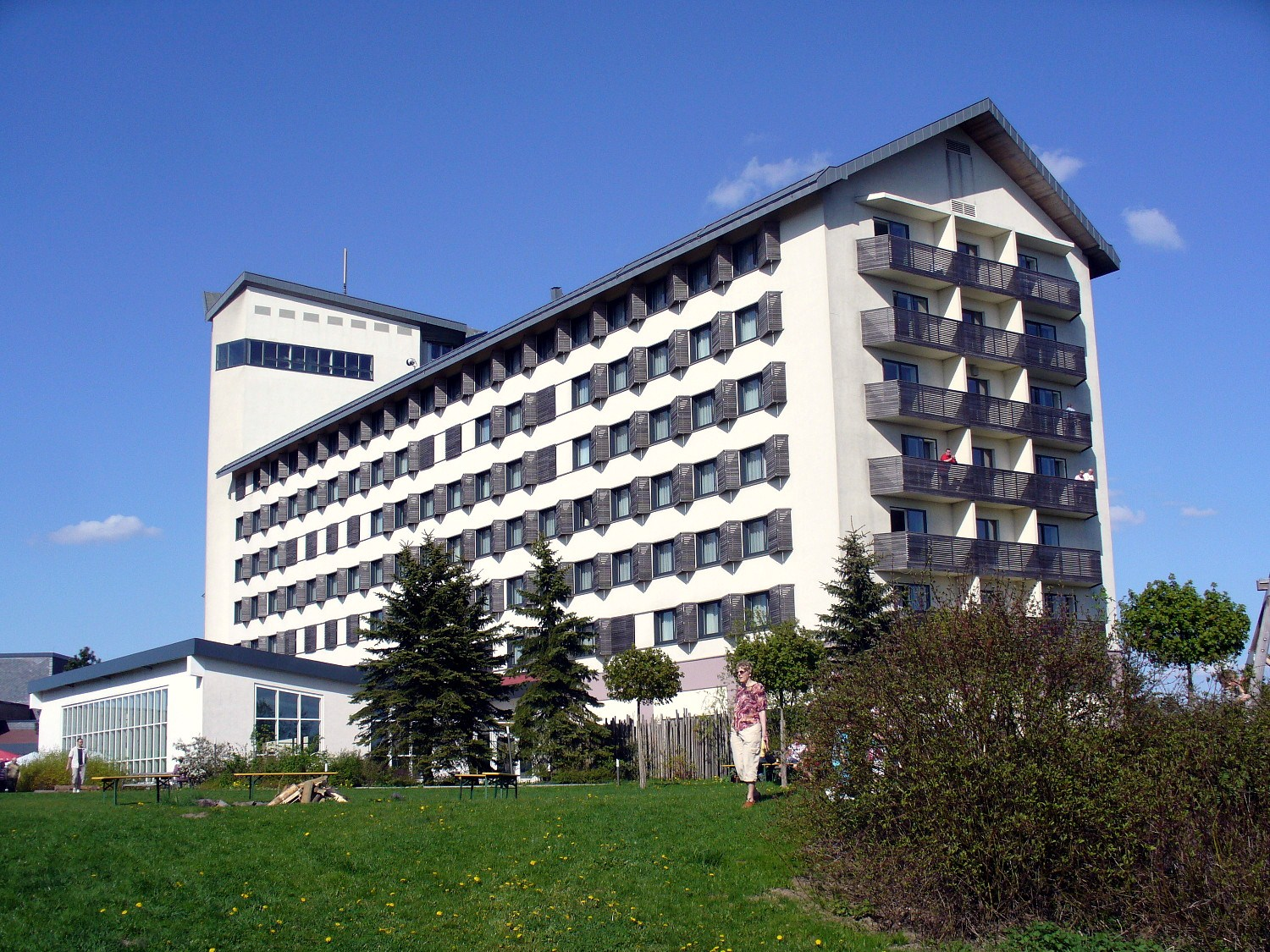
Ringberghotel, Blick von Südwesten

Das Ringberghaus (auch Ringberghotel) ist ein Hotel östlich der Stadt Suhl und war in den 1970er Jahren einer der umstrittensten Neubauten im Suhler Raum.

## Geographische Lage
Das Ringberghaus hat eine außerordentlich exponierte Lage auf dem Gipfel des 746 m hohen Ringberges, einem Nebengipfel des Adlersberges, mit Suhl und Suhl-Goldlauter zu seinen Füßen gelegen. Das Ringberghaus bestimmt den Horizont von vielen Aussichtspunkten der Kammlage des Thüringer Waldes in Richtung Süden (so etwa von der „Plänckners Aussicht“ auf dem Großen Beerberg, dem Großen Hermannsberg oder dem Gebrannten Stein).

## Geschichte

### Ursprüngliche Nutzung

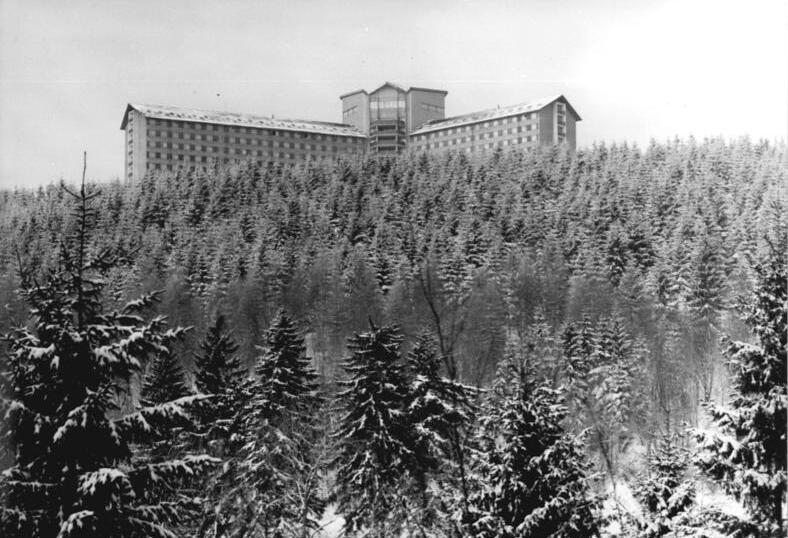
Das Ferienheim „Ringberghaus“ am 14. Januar 1986

Das Ringberghaus war ursprünglich ein VdgB-Ferienhotel und wurde 1979 mit dem Ziel eröffnet, Bauern aus ländlichen Gebieten der DDR einen Urlaubsaufenthalt in den Bergen des Thüringer Waldes zu ermöglichen. So konnte das Ringberghaus nur mit einem sogenannten Ferienscheck des Bauernverbandes genutzt werden. Nach der Wende wurde das Hotel privatwirtschaftlich weitergeführt und wird seit Juni 1997 von der RHB Ringberg Hotel Betriebsgesellschaft mbH betrieben.

### Umweltpolitische Problematik
Beim Bau des Ringberghauses auf dem Gipfel des Ringberges wurde ein erheblicher Teil des Gipfels abgetragen um ein bebaubares Plateau zu schaffen. Der Aushub wurde am Oberhang eines Senktales zu Füßen der Simson-Hütte einen Kilometer nördlich verfüllt. Durch diesen massiven Eingriff am Ringberg einerseits sowie die Verfüllung des Aushubs direkt an einer beliebten Ausflugshütte andererseits wurde der Bau als umweltpolitisch zumindest kritisch gesehen.

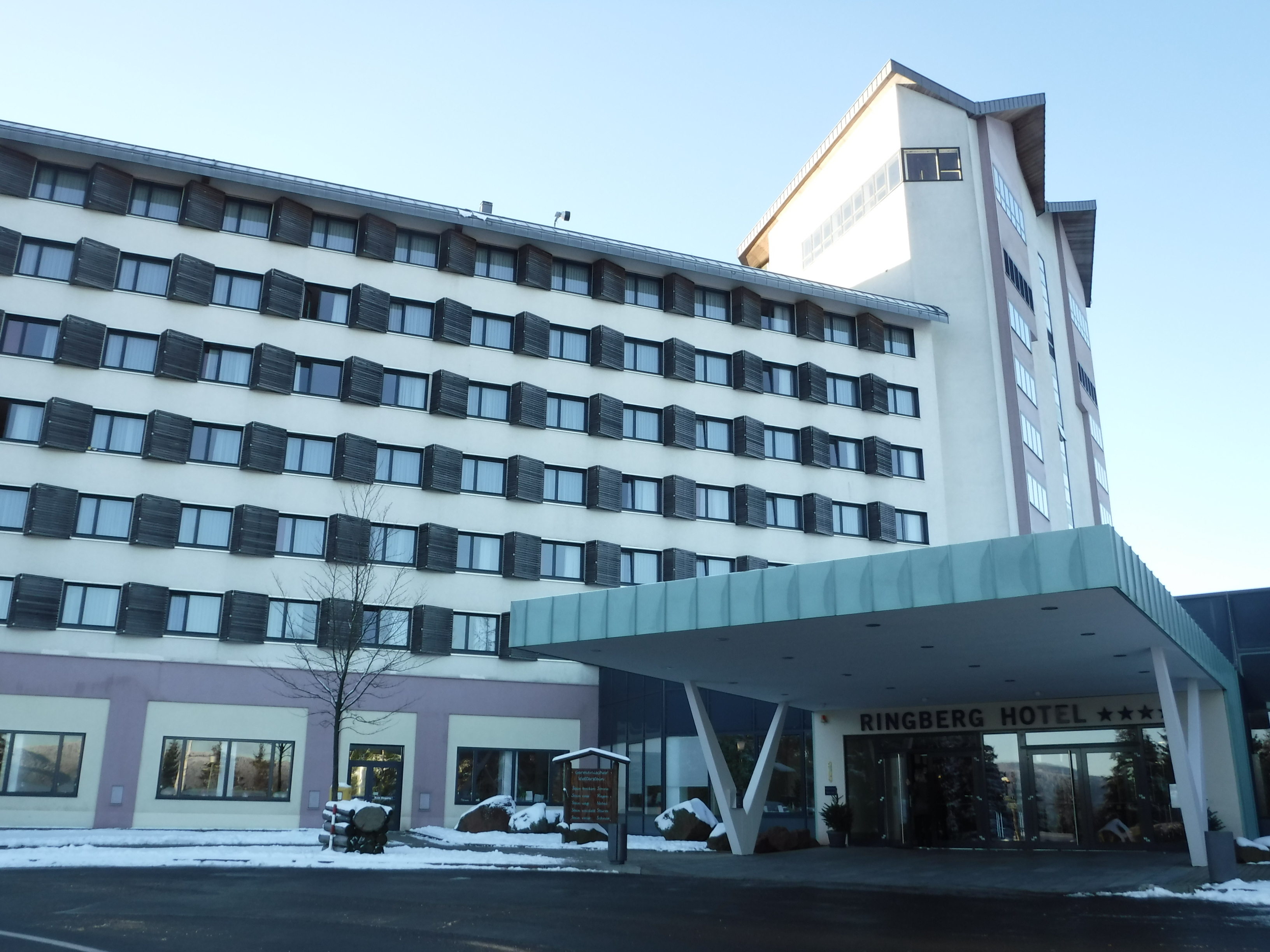
Ringberghotel, Blick von Nordosten

### Heutiges Hotel
Das heute im Ringberghaus betriebene Hotel (Ringberghotel) gehörte von November 2003 bis Dezember 2006 der Hotelkooperation Ringhotels an. Seit dem 1. Januar 2007 wird das Hotel wieder ohne Unterstützung einer Kooperation geführt. Mit 290 Zimmern über 6 Etagen und über 160.000 Übernachtungen pro Jahr ist es eines der größten Hotels der Region und ein bedeutender Wirtschaftsfaktor. Das Hotel ist aufgrund seiner Lage besonders bei Wandertouristen und Familien beliebt, wird jedoch auch als Tagungshotel genutzt.